# Confederates
Confederates è un romanzo storico di Thomas Keneally del 1979. Il romanzo fu uno dei finalisti del Booker Prize del 1979.

## Trama
Il romanzo è ambientato durante la guerra di secessione americana e narra di un conflitto tra vicini. Nel corso della battaglia di Antietam, Usaph Bumpass e l'amante della moglie, Decatur Cate, devono combattere assieme nelle file dei Shenandoah Volunteers.